# Querele
Eine Querele (französisch querelle ‚Zank, Streit, Zwist‘, engl. quarrel, span., ital. und port. querela, von lateinisch querela oder querella ‚Klage, Beschwerde‘) ist eine Zwistigkeit über eine Angelegenheit vergleichsweise geringer Bedeutung. Der Ausdruck zählt zum gehobenen Sprachniveau, wird meist im Plural („Querelen“) verwendet und ist als Latinismus seit dem 17. Jahrhundert im Deutschen bezeugt (auch als Querel oder Querelle).
Der Begriff wird häufig für Streitigkeiten innerhalb von Organisationen oder deren Organen verwendet (Parteiquerelen, Vereinsquerelen, Vorstandsquerelen …), deren genaue Umstände nicht bekannt sind oder nicht berichtenswert erscheinen, die aber zu einer Verschlechterung des Arbeitsklimas oder weitergehenden Auseinandersetzungen geführt haben.